# Gößnitz (dal)
Gößnitz är en dal i Österrike.   Den ligger i förbundslandet Kärnten, i den centrala delen av landet, 300 km väster om huvudstaden Wien.
Trakten runt Gößnitz består i huvudsak av gräsmarker. Runt Gößnitz är det ganska glesbefolkat, med 29 invånare per kvadratkilometer.